# The Conet Project
The Conet Project: Recordings of Shortwave Numbers Stations est un album sorti en 1997, rassemblant des extraits de stations de nombres qui ont été enregistrés par un radioécouteur passionné, Akin Fernandez.
Les stations de nombres sont de mystérieuses stations de radio à ondes courtes diffusant des séries de nombres ou de lettres, dont la destination est incertaine, mais dont on pense qu'elles sont contrôlées par des agences de renseignement pour communiquer secrètement avec leurs espions en mission sur le terrain — c'est en tous cas la thèse défendue dans le livret accompagnant l'album. Certaines d'entre elles reçoivent des surnoms par la communauté des passionnés, souvent sur la base du signal d'intervalle qu'elles utilisent.

## Description
L'album est composé de quatre disques compacts sur lesquels sont enregistrés 150 extraits, pour une durée de 4 heures et 40 minutes. Les enregistrements sont d'une mauvaise qualité inhérente aux ondes courtes. Ils sont accompagnés d'un livret de 74 pages contenant des informations sur chaque enregistrement et sur les stations de nombres.
Le nom du projet, conet, tire son origine du mot tchèque qui marque la fin de transmission sur les stations de nombres émettant dans cette langue : konec .

## Histoire
L'album, fruit du travail d'Akin Fernandez, un passionné des stations de nombres, a été publié en 1997 par son label londonien indépendant Irdial-Discs. Fernandez est généralement considéré comme un expert sur le sujet.
Vendu aux États-Unis au prix de 62 dollars, il a été pressé jusqu'en 2001 et il s'en est écoulé environ 2 000 copies. Puis un culte s'est développé autour de cet album, en particulier autour d'un magasin de disques de San Francisco, Aquarius Records, qui demandait à chacun de ses clients qui en achetait un exemplaire de poser pour une photo ; 386 clichés ont ainsi été rassemblés.
En 2013, The Conet Project a été republié avec un cinquième CD.

## Réutilisations
Des extraits de l'album ont été utilisés dans plusieurs films et albums, notamment Vanilla Sky de Cameron Crowe, et Yankee Hotel Foxtrot de Wilco en 2001. Ce dernier a été l'objet d'une affaire juridique : en effet, Jeff Tweedy, leader du groupe, n'avait pas demandé d'autorisation pour sampler Conet, et Irdial l'a poursuivi en 2002 pour infraction au droit d'auteur. L'incident a provoqué un débat à propos de qui exactement détient les droits d'auteur sur les enregistrements des stations de nombres, mais la question n'a finalement pas été tranchée par une cour, car Tweedy a décidé d'éviter le procès et accepté en 2004 de payer une redevance à Irdial et de rembourser ses frais de justice, ce qui a permis au label indépendant de presser à nouveau l'album,.
En 2011–2012, The Conet Project faisait partie des œuvres présentées lors de l'exposition Invisible Fields, Geographies of Radio Waves à Arts Santa Mònica (Barcelone),.

## Critique
Bien que ne constituant pas de la musique à proprement parler, l'album est parfois classé dans l'ambient,,,, dans la musique expérimentale, ou dans la found-sound music. On note également des liens avec le ready-made.